# وادي القهد
وادي القهد أحد أودية منطقة حائل بالمملكة العربية السعودية. يُعد الوادي أحد الروافد المهمة لوادي الرمة.

## الوصف
ينحدر الوادي من جنوب جبال أجا والهضيبات الواقعة جنوب هذه الجبال٬ فمن جبال سمراء رويعي (يبلغ ارتفاعها 1.291م) ينحدر وادي الحميمة نحو الجنوب٬ ويلتقي رافدين من الشرق هما وادي الجفرة ووادي مبهل٬ ويلتقي وادي الحميمة أيضًا وادي القهد إلى الغرب من جبال وسمة (يبلغ ارتفاعها 1.212م)٬ كما أن وادي القهد تأتيه سيول من الشمال من جبل أم قذلة (يبلغ ارتفاعه 1.275م)٬ وجبل أم شطيب (يبلغ ارتفاعه 1191م). وبعد أن يجتاز وادي القهد جبال وسمة يتجه نحو الجنوب الشرقي٬ ويتصل بوادي الرمة بعد أن يكون قد وصلته مياه ثلاثة روافد من الشرق هي: دحلة الجوازي٬ وشعيب الهمجة٬ ووادي الذكري.